# Holsteiner Cox
Der Holsteiner Cox (auch 'Vahldieks Sämling Nr. 3', 'Gelber Holsteiner Cox') ist eine Sorte des Kulturapfels (Malus domestica) und gehört zur Gruppe der Renetten.
Der Holsteiner Cox zählt zu den alten Apfelsorten; er wurde um 1900 von Johannes Vahldiek in Eutin, Holstein, als Sämling eines Cox Orange gezogen.
Nach dem Tode Johannes Vahldieks wurden die in seinem Garten verbliebenen Züchtungen geprüft und nach ihm benannt und nummeriert –, dabei erhielt die heute als 'Holsteiner Cox' benannte Sorte den Namen 'Vahldieks Sämling Nr. 3'. Die Sorte fand durch den Eutiner Gartenbauverein im Eutiner Raum als beliebte Lokalsorte Verbreitung. Nach dem Zweiten Weltkrieg prüfte die Landwirtschaftskammer Schleswig-Holstein Lokalsorten hinsichtlich ihrer Qualität und Verwendbarkeit, dabei wurde 'Vahldieks Sämling Nr. 3' aufgrund seiner den Cox Orange übertreffenden Eigenschaften für die Vermehrung und Erprobung im Garten- und Erwerbsanbau ausgewählt. Die Sorte fand – als 'Gelber Holsteiner Cox' benannt – in den 1950er bis 1970er Jahren weite Verbreitung in ganz Schleswig-Holstein und wurde 1959 auf der Bundesgartenschau in Dortmund als „hervorragend“ bewertet.
Die Frucht wird mittelgroß bis groß, ist von grün-gelber bis roter Farbe und hat ein säuerliches, aromatisch-würziges Fruchtfleisch mit einem Aroma, das dem des 'Cox Orange' nahekommt.
Der Holsteiner Cox reift früher im Jahr als der Cox Orange und ist ein Herbstapfel: Er ist meist Ende September pflückreif, in der Regel ab Oktober genussreif und kann bis Dezember – bei entsprechender Lagerung auch deutlich darüber hinaus – gelagert werden. Er ist im Norden Deutschlands weit verbreitet und ist eine der Hauptsorten der in Schleswig-Holstein angebauten Apfelsorten. Der Baum ist dem feucht-kühlen norddeutschen Klima angepasst, robust und kommt mit mittleren Bodenqualitäten aus.

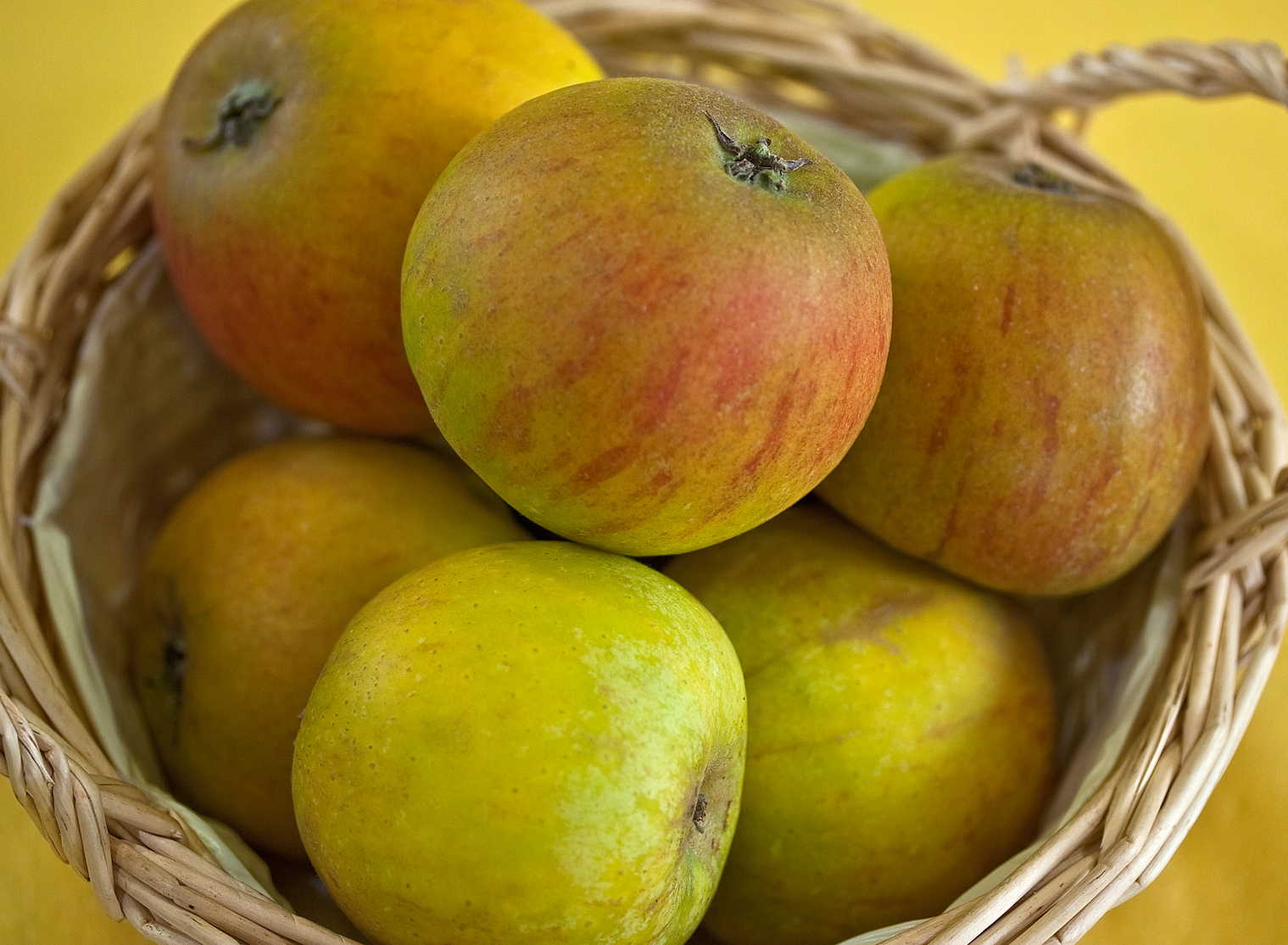
Frucht
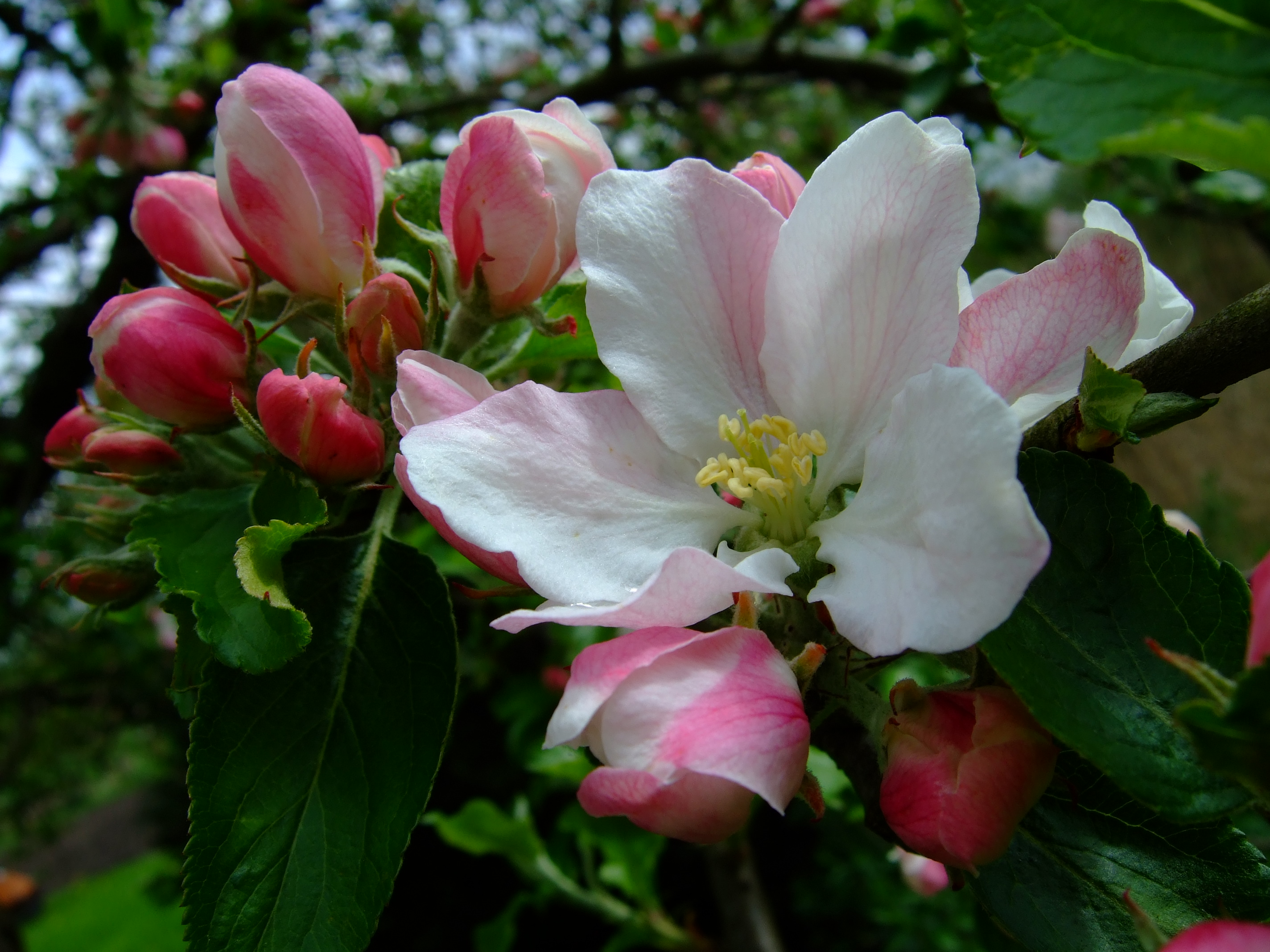
Blüten